# سعيد الكملي
سَعِيدُ بْنُ مُحَمَّدٍ الكَمَلِيُّ (مواليد 1392 هـ) فقيه، ومحدث، وداعية، وأستاذ جامعي مغربي من مواليد الرباط.

## مؤهلاته العلمية
ولد الشيخ سعيد الكملي في الرباط يوم 8 ربيع الآخر 1392 (21 مايو 1972) وتلقى تعليمه الثانوي والإعدادي بكل من ثانويتي دار السلام ومولاي يوسف بالرباط، وبعد دراسته في مجال التسيير وإدارة المقاولات السياحية بطنجة؛ التحق بجامعة محمد الخامس بالرباط، فحصل على شهادة العالمية. ثم حصل على شهادة الماجستير، رسالته فيها بعنوان «الأحكام الشرعية في الأسفار الجوية». ثم حصل على شهادة الدكتوراه بأطروحة في موضوع: «الاجتهاد المعاصر والمشكلات الإنسانية». حيث ضمت اللجنة العلمية لمناقشة الأطروحة العلامة فاروق حمادة ونال بموجب ذلك شهادة الدكتوراه بميزة مشرف جدا مع التوصية بالطبع.

## نشأته ومشيخته
حفظ القرآن الكريم، وحرص خلال ست سنوات على الذهاب كل أسبوع لمدينة مراكش عند الشيخ المقرئ عبد الرحيم النابلسي حتى أجازه في القراءات العشر، وحفظ كذلك العديد من المتون في النحو والصرف والبلاغة والفقه والحديث والقراءات والمنطق والأدب.
وتتلمذ الشيخ على يد جمع من العلماء في المغرب كما في المشرق، منهم الأستاذ العلامة الدكتور فاروق حمادة والأستاذ الدكتور الأديب الفقيه محمد الروكي، والشيخ الأديب الشاعر مصطفى النجار، وأجازه المحدث الشيخ محمد الأمين بوخبزة الحسني في الكتب الستة وفي سائر مرويات شيخه أحمد بن الصديق الغماري.
وكانت للشيخ عدة رحلات عند علماء شنقيط بموريتانيا، والتقى هناك بالشيخ محمد سالم ولد عبد الودود والشيخ أحمد ولد المرابط، وتتلمذ على يد الشيخ محمد الحسن الددو الذي أجازه في الموطأ بروايتي يحيى بن يحيى الليثي وأبي مصعب الزهري، وأجازه أيضًا في الكتب الستة وألفية العراقي ونظم الفصيح لابن المرحل وغيرها من المرويات، كما أجازه إجازة عامة في كل ما يصح له أن يرويه.
وسافر أيضا إلى مصر فالتقى بعدد من علماء الأزهر الشريف وحضر بعض دروسهم، ثم سافر إلى السعودية والتقى هناك بطائفة من العلماء منهم الشيخ عطية محمد سالم والشيخ عبد المحسن العباد والشيخ محمد المختار بن محمد الأمين الشنقيطي والشيخ ابن عثيمين.

## نشاطه العلمي
قام سعيد الكملي بالتدريس في جامعة محمد الخامس بالرباط، بكلية الآداب والعلوم الإنسانية شعبة الدراسات الإسلامية، وكانت دروسه في الفقه والحديث والمواريث والنحو والأصول والأدب. ويشرف على كرسي الإمام مالك بمسجد السنة بالرباط يشرح فيه موطأ الإمام مالك يوم الجمعة من كل أسبوع بين العشائين، ويلقي أيضا خطبة الجمعة بمسجد المسيرة الخضراء بحي يعقوب المنصور بالرباط.
كما أشرف على دورات علمية بالرباط:
فقه أحكام الصيام: «شرح باب الصيام من نظم البشار »، بمسجد الرضوان بحي الفتح ؛
علم البلاغة: «شرح الجوهر المكنون لعبد الرحمن الأخضري»، بمسجد السنة .
ويشرح الشيخ كذلك متن «أسهل المسالك في مذهب الإمام مالك» لصاحبه محمد البشار، وذلك بالقاعة رقم 16 التابعة لجمعية تضامن الخير بمسجد العمرة في حي يعقوب المنصور بالرباط ؛ عصر كل يوم أحد . والشيخ يخطب بعدة مساجد في أوروبا، التي يلقي بها دورات علمية . كما زار وحاضر في عدّة دول أخرى كدولة الإمارات والكويت والجزائر وماليزيا ومملكة البحرين.

## مؤلفاته
ألف الشيخ سعيد الكملي:
- كتاب الأحكام الشرعية في الأسفار الجوية.(مطبوع)
- كتاب جني الثمرات من نظم الورقات .(مطبوع)
- كتاب النقد والتعليل لبناء الأحكام على ما أصل في البيان والتحصيل (مطبوع)

### من أقواله
- قال: لا تكن كقوم موسى لا تترك الاشتغال بالعلم للاشتغال بشيء آخر فإن العلم هو المن والسلوى وغيره هو البصل والكراث.
- قال: ما ينفعك دعاء الداعين إذا كان الخير مبذولاً لك وأنت تنبذه، لا أقول لك تنبذه عمدا، تنبذه مراغمة له، ولكن تنبذه رغما عنه، وهل يـُغفل عن مثل هذا؟ أقول لهم: كل شيء لا يـُجعل القرآن له أساسا فهو شيء مخذول، فهو شيء منزوع البركة، لا يـُتصور به فائدة.
- قال: من أراد أن يـُذكر عند الله من الفائزين، من المفلحين، من عباد الرحمن، فالله تعالى من رحمته، بل من رحمانيته أن بذل ذلك ولم يتركه لتأويل المتأولين ولا لظنون الظانين، فنسأل الله أن يوفقنا لسلوك زمرة عباده المفلحين، وعباده المرحومين.
- قال: الخلق بلا علم لا يضر صاحبه، والعلم بلا خلق يضر صاحبه ويضر الناس.
- قال: كل من غابت عنه هويته فلينظر إلى كتاب الله يجدها فيه.
- قال: إن الحكمة هي وضع الشيء في موضعه، وضع الشدة في موضعها ووضع اللين في موضعه.
- قال: